# Marksbrug
De Marksbrug is een monumentale brug in de Nederlandse stad Utrecht.
Ze overspant de Minstroom en vormt een verbinding tussen de Abstederdijk en de Nicolaasweg. Het betreft een vaste brug met beperkte doorvaarthoogte. De gebruikte materialen zijn ijzer/staal, natuursteen en baksteen. De Marksbrug is een gemeentelijk monument. De brug dateert ruwweg uit 1900. Begin 21e eeuw was de Marksbrug vervallen. Ze werd in 2012 compleet afgebroken en herbouwd.

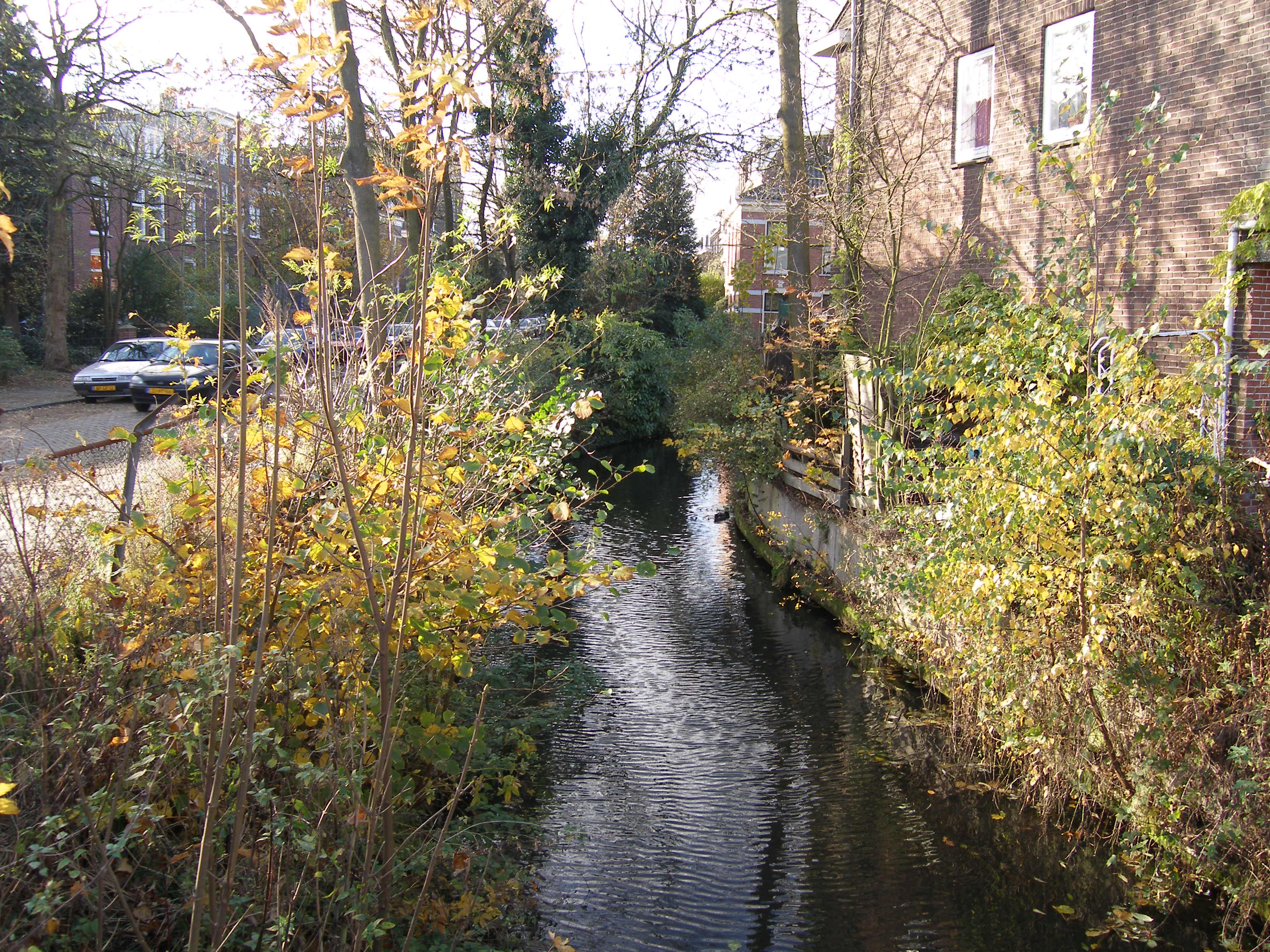
De Minstroom
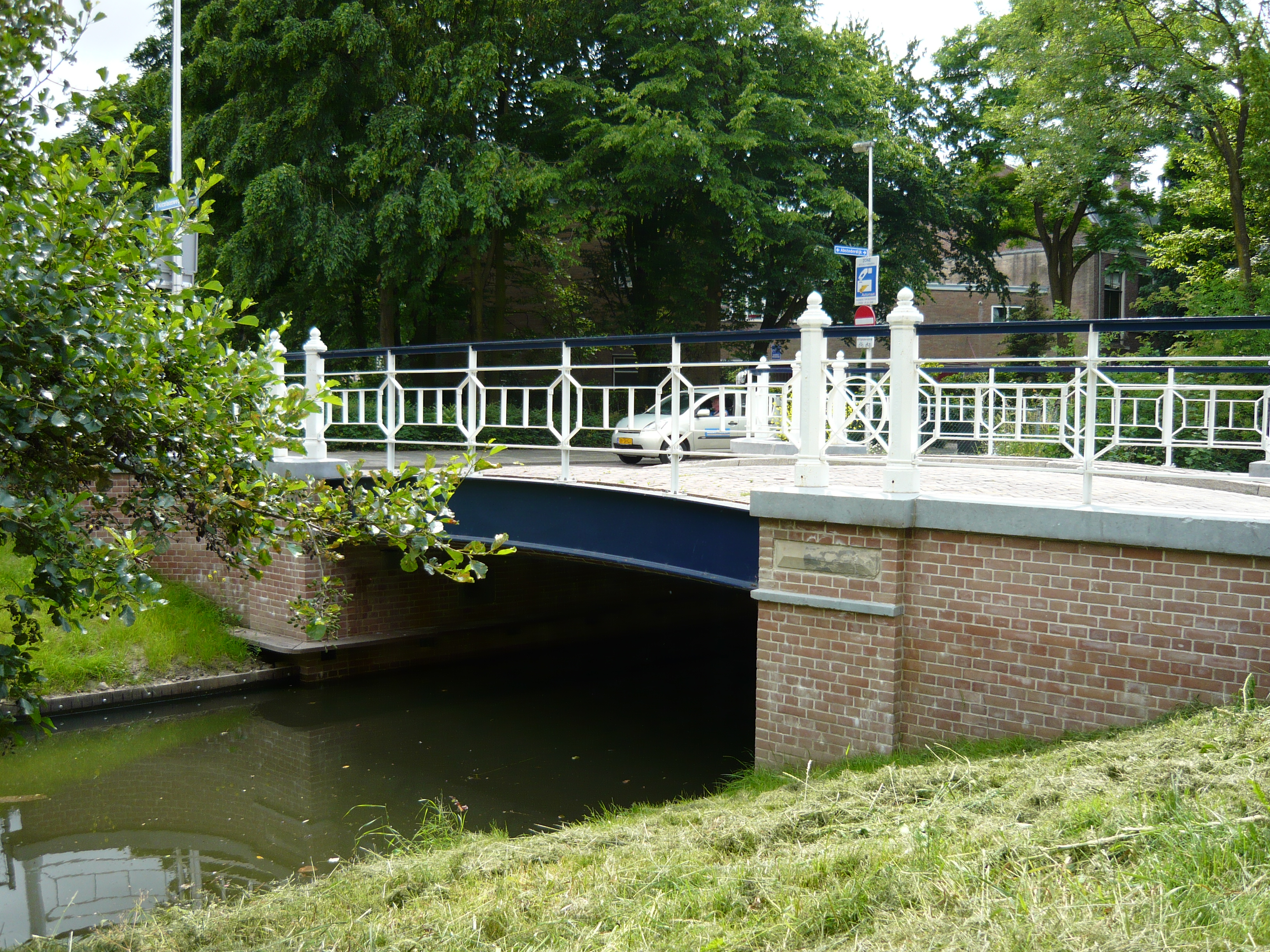
De Marksbrug vanuit het oosten gezien